# Schořov
Schořov (en allemand : Schorschow) est une commune du district de Kutná Hora, dans la région de Bohême-Centrale, en République tchèque. Sa population s'élevait à 79 habitants en 2020.

## Géographie
Schořov se trouve à 6 km au sud de Čáslav, à 13 km au sud-est de Kutná Hora et à 73 km à l'est-sud-est de Prague.
La commune est limitée par Tupadly au nord et à l'est, par Adamov à l'est, par Šebestěnice au sud, et au sud-ouest, et par Žáky à l'ouest.

## Histoire
La première mention écrite de la localité date de 1352.

## Transports
Par la route, Schořov se trouve à 8 km de Čáslav, à 21 km de Kutná Hora et à 96 km de Prague.